# Gianfranco Notargiacomo
Gianfranco Notargiacomo (Roma, 12 novembre 1945) è un artista italiano.

## Biografia
Si laurea in Filosofia (Estetica), alla Sapienza di Roma per studiare le ragioni profonde della pittura. Subito dopo si diploma all'Istituto d'Arte. L'intera opera di Gianfranco Notargiacomo rappresenta una ricerca sul senso stesso del fare arte, sia da un punto di vista filosofico, sia linguistico e gestuale. Il suo lavoro include pittura, scultura, carte, performance – all'epoca definite azioni – e l'utilizzo di molteplici materiali fra i quali smalti e acrilici, plastilina, lamiera, tessuti, gesso, legno, metallo, strumenti tipografici e altro ancora.
Nel 1971 è la sua prima mostra personale alla Galleria La Tartaruga, preceduta nel 1969 da una performance, ricordata come una delle prime in assoluto, alla galleria Arco d'Alibert di Roma. Nel 1972 è invitato da Gian Tomaso Liverani a entrare nella galleria La Salita. Seguono, nel decennio numerose mostre a La Tartaruga e a La Salita di Roma, che segnano, in anticipo sui tempi, l'evolversi della ricerca verso il ritorno alla pittura.
Con “Takète”, 1979 e con “Tempesta e assalto”, 1980, (Galleria La Salita), il suo linguaggio assume quella definitiva inclinazione verso l'astrazione d'impeto e di gesto, che lo contraddistingue e che lo vede tra i protagonisti della post-astrazione.
Nel 1980 conosce Flavio Caroli dal cui incontro nascono una serie di mostre. La prima, Magico Primario, presso il Palazzo dei Diamanti a Ferrara (1980), è un enunciato e avrà seguito in numerose, ulteriori mostre, nazionali ed internazionali.
In questi anni prende parte al Convegno “Comunicazioni di lavoro di artisti contemporanei” presso l'Università La Sapienza di Roma, organizzato da Maurizio Calvesi e Simonetta Lux.
Nel 1982 è invitato da Luciano Caramel alla Biennale di Venezia nel Padiglione Centrale. Vi partecipa con due tele di grandi dimensioni: 1950 Nuvolari e Omaggio a Lorenzo Lotto, oggi conservate rispettivamente al Macro di Roma e alla Pinacoteca di Jesi.
Nel 1986, è invitato da Maurizio Calvesi alla Biennale di Venezia in Sculture all'aperto, dove espone un Takète alto sei metri, in metallo dipinto con smalto industriale, oggi conservato al MACAM di Maglione Canavese, museo ideato e realizzato da Maurizio Corgnati cui lo lega stima e amicizia.
Tra le mostre personali di questi anni si ricordano: Castel Sant'Elmo a Napoli (1981), curata da Flavio Caroli; Officine & Ateliers, Casa del Mantegna, Mantova (1982), dove realizza la prima delle grandi opere dal titolo Nuvolari, oggi proprietà della Provincia di Mantova.
Poi, fra le altre: al Museo Diego Aragona Pignatelli di Napoli (1983); Museo Laboratorio dell'Università La Sapienza di Roma (1995), curata da Lorenzo Mango; l'antologica al Palazzo Reale di Milano (1998), curata da Ada Masoero; Roma Assoluta, Museo di Roma in Palazzo Braschi (2004), dove un'unica grandissima opera su tavola raffigura una Roma vista dall'alto, in cui affiorano i segni del passato. L'opera è oggi proprietà del Comune di Roma e si trova nella sede della Sovrintendenza Capitolina ai Beni Culturali. La versione preliminare, di eguali dimensioni, in carta intelata, viene esposto nel 2007 al Centro Borges di Buenos Aires; oggi è di proprietà della Università degli Studi RomaTre; segue l'antologica Sintetico alle Scuderie Aldobrandini in Frascati (2007), curata da Barbara Martusciello e la personale Post-Abstractismo al Centro Cultural Borges, Buenos Aires 2007; nel 2009 Le nostre divergenze 1971-2009 curata da Mariastella Margozzi alla Galleria Nazionale d'Arte Moderna di Roma che è oggi proprietaria delle seguenti opere: Takète 1979, Estremo Verde 1999 e Le nostre divergenze 1971/2009.
È in questo periodo che accanto ai Takète di varie dimensioni inizia a lavorare ai grandi tondi, dai colori accesi e spesso dissonanti.
Nel 2011 è in Cina, prima a Hangzhou, al Zhejiang Daily Ideal Culture Development Company, poi a Shanghai, al Museo Heng Yuanxiang, dove realizza due grandi Takète.
Nel 2013 al Forte Malatesta, Ascoli Piceno, l'antologica A grandi linee, a cura di Mariastella Margozzi e Stefano Papetti, che ripercorre l'attività di Notargiacomo fin dal 1971. La mostra, che vede una folla di omini in plastilina inondare la prima sala del Forte, chiude il percorso proprio con i grandi Tondi e i Takète. Nel 2019, la GAM Museo G. Carandente, Palazzo Collicola di Spoleto gli dedica un'ampia mostra intitolata "Convergenze" curata da Marco Tonelli.
Tra le numerose collettive è invitato alla VIII e alla XI Biennale de Paris (rispettivamente nel 1973 e 1980); Arte-Critica, Galleria Nazionale d'Arte Moderna, (Roma 1981- Chicago 1982); Arte Italiana 1960-1982, Hayward Gallery, Londra (1982); La forma e l'informe, Galleria Civica, Bologna, (1983); Anniottanta, Galleria Civica, Bologna (1985); Arte italiana 1960-1985, Frankfurter Kunstverein, Francoforte (1985); Arte Italiana, Museo di San Paolo del Brasile (1986); “Postastrazione“, a cura di Flavio Caroli, Rotonda di via Besana Milano (1986); Biennale di Sydney (1988);  Italian Contemporary Art, Taiwan, Museum of Art (1990); XIII Quadriennale d'Arte di Roma (1999); “Tirannicidi - Il Disegno“, curata da Luigi Ficacci, Roma, Istituto Centrale per la Grafica (2000), Lavori in corso 10, MACRO (Galleria Comunale d'arte contemporanea di Roma) (2000); Omaggio a Plinio De Martiis, Calcografia Nazionale, Palazzo Poli – Roma (2004); L'arte e la Tartaruga. Omaggio a Plinio De Martiis, Museo d'arte Moderna Vittoria Colonna, a cura di Silvia Pegoraro, Pescara (2007); “Anni 70 Arte a Roma“, curata da Daniela Lancioni, Palazzo delle Esposizioni, Roma (2013). Per il MAAM Museo dell'Altro e dell'Altrove di Metropoliz Città Meticcia, realizza a parete, l'opera di grandi dimensioni “Tempesta e Assalto '80-'14”, Roma (2014).
È in Artisti Italiani del XX secolo alla Farnesina, Ministero degli Affari Esteri, Roma.
Dopo l'invito alla Biennale di Venezia nel 1982 e nel 1986, è invitato su segnalazione del filosofo Giacomo Marramao alla 54ª Biennale di Venezia nel 2011 (Padiglione Italia, Venezia-Arsenale).

## Riconoscimenti
Dal 1979 è titolare della Cattedra di Pittura all'Accademia di belle arti dell'Aquila, poi dal 1984 a Firenze e dal 1999 e fino al 2011 a Roma, dove nel 2015 riceve il titolo di Maestro Accademico Emerito.
Il 2 dicembre 2015 riceve in Senato il Premio Franco Cuomo International Award per l'Arte. L'8 aprile 2016, riceve il titolo di Accademico dell'Università degli Studi RomaTre, dove sono esposte in permanenza Roma Assoluta 2003, Il Caos e i Giganti 1995 e altre opere di grandi dimensioni. Il 18 Ottobre 2022 a Firenze è nominato Accademico Corrispondente della Accademia delle Arti del Disegno